# Ејзл (Тексас)
Ејзл (енгл. Azle) град је у америчкој савезној држави Тексас. По попису становништва из 2010. у њему је живело 10.947 становника.

## Демографија
Према попису становништва из 2010. у граду је живело 10.947 становника, што је 1.347 (14,0%) становника више него 2000. године.
| Група             | 2000.         | 2010.         |
| Белци             | 8.964 (93,4%) | 9.654 (88,2%) |
| Афроамериканци    | 21 (0,2%)     | 73 (0,7%)     |
| Азијати           | 49 (0,5%)     | 73 (0,7%)     |
| Хиспаноамериканци | 403 (4,2%)    | 901 (8,2%)    |
| Укупно            | 9.600         | 10.947        |